# Strada nazionale 75 dell'Appennino Abruzzese ed Appulo Sannitica
La strada nazionale 75 dell'Appennino Abruzzese ed Appulo Sannitica era una strada nazionale del Regno d'Italia, che congiungeva Popoli a Foggia.
Venne istituita nel 1923 con il percorso "Popoli - Sulmona - Pettorano sul Gizio - Castel di Sangro - Bivio per Isernia - Vinchiaturo - Volturara Appula - Lucera - Foggia".
Nel 1928, in seguito all'istituzione dell'Azienda Autonoma Statale della Strada (AASS) e alla contemporanea ridefinizione della rete stradale nazionale, il suo tracciato costituì la parte terminale della strada statale 17 dell'Appennino Abruzzese e Appulo-Sannitica.